# Holubinka chromová
Holubinka chromová (Russula claroflava Grove) je houba z čeledi holubinkovitých. Někteří autoři ji pro její natrpklou chuť uvádějí jako nejedlou, jinde je uváděna jako jedlá, dobrá houba. Starší plodnice bývají často červivé.

## Synonyma
- Russula flava (Romell) Romell
- Russula constans Britzelm. 1885
- Russula decolorans var. constans (Britzelm.) P.Karst. 1926
- Russula ochroleuca var. claroflava (Grove) Cooke 1890

## Vzhled

### Makroskopický
Klobouk je pevný a tvrdý, v průměru 4–8 cm, v mládí polokulovitý s podvinutým okrajem, později plochý a ve stáří až vmáčklý. Pokožka klobouku je citrónově nebo chromově žlutá, poměrně silná, za vlhka lesklá a slizká, za sucha matná, do poloviny až do 2/3 slupitelná.
Lupeny jsou husté, krátce připojené, vidlené, křehké, zpočátku bělavé, v dospělosti máslově žluté, stářím a poraněním šednou.

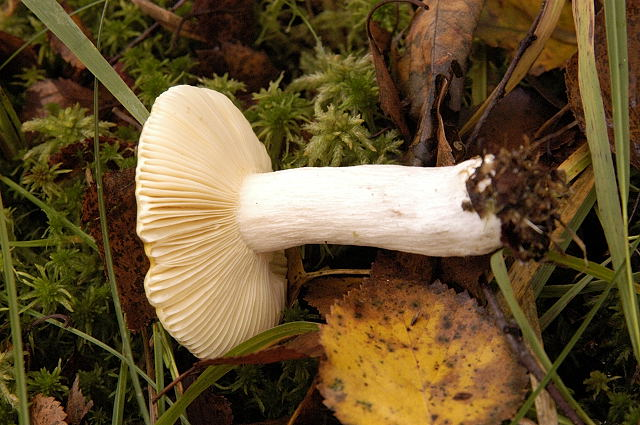
Lupeny jsou husté, vidlené

Třeň je válcovitý, 4–9 cm dlouhý, 1–2 cm tlustý, v mládí plný a pevný, v dospělosti vatovitě vycpaný, podélně jemně vrásčitý, bělavý (bez fialových či červených tónů), ve stáří s šedavými žilkami. Poraněním a ve stáří šednoucí, dole na třeni někdy až černající.
Dužnina je bělavá, po rozkrojení a ve stáří se zabarvuje do šeda až černošeda. Vůně je nasládlá (medová), chuť je zejména v mládí trpká, slabě palčivá, poté obvykle mírná, nasládlá.

### Mikroskopický
Výtrusy jsou 8-10 x 7-8 µm, oválné, ostnité. Výtrusný prach je máslově žlutý.

## Výskyt
Roste v červenci až říjnu pod břízami (zejména bříza pýřitá a bříza nízká) a olšemi, se kterými tvoří mykorhizu, na vlhkých travnatých lesních plochách. Dává přednost kyselým půdám a vyšším, chladnějším polohám.

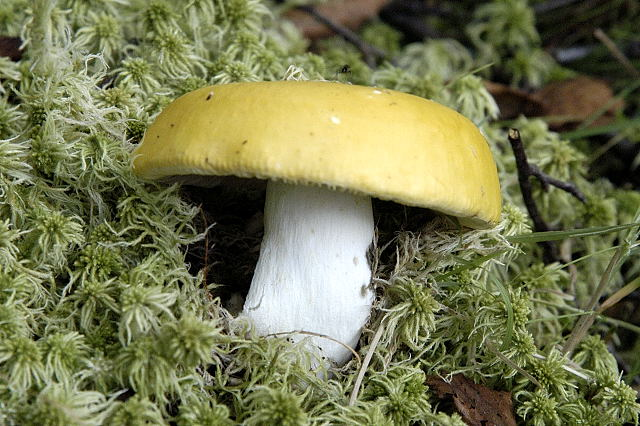
Třeň je podélně jemně vrásčitý

## Nejčastější záměny
Podobná je jedlá holubinka odbarvená, která však roste výhradně pod jehličnany a taktéž jedlá, holubinka hlínožlutá, kterou lze odlišit podle široce připojených lupenů a podle toho, že roste převážně pod smrky, dále pak nejedlá, silně hořká, holubinka žlučová a taktéž nejedlá holubinka pružná.